# Observatorio Astronómico Nacional de Bolivia
El Observatorio Astronómico Nacional de Bolivia (OAN) es una institución científica boliviana cuya actividad se desarrolla en el campo de la astronomía. Ubicado en la localidad de Santa Ana (15 km al sur de la ciudad de Tarija ), en el departamento más austral de Bolivia.
Fue creado el 14 de abril de 1984. Se organizó sobre la base de la Expedición Astronómica del Observatorio Astronómico Principal (Pulkovo) de la Academia de Ciencias de Rusia y fue la Estación de Observación Sur de la Academia de Ciencias de la URSS o Expedición Boliviana. También se encuentra la abreviatura NBAO, que significa Observatorio Astronómico Nacional Boliviano . Se le ha asignado el código de Centro Planeta Menor 820.

## Historia del observatorio

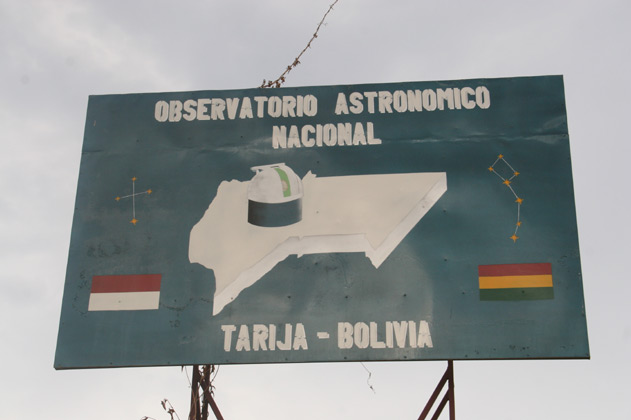
Cartel a la entrada del observatorio en el año 2008.

### Antecedentes
La primera expedición de astrónomos soviéticos en Bolivia se llevó a cabo en la región de La Paz (Patacamaya, 100 km al sur de la ciudad. La Paz) entre 1971-1981 se creó la estación geodinámica que posteriormente fue cerrada. Luego, de 1982 a 1991, se estableció el Observatorio soviético a 15 km al sur de Tarija. Hasta 1991, las expediciones regulares de especialistas soviéticos (Academia de Ciencias de la URSS) trabajaron constantemente en el Observatorio de Tarija, Pulkovo) con la participación El Observatorio astronómico (Voz) y Astros. Uno de los instrumentos del Observatorio (el telescopio zeis-600 de 60 cm) pertenecía a GAO.
Tras el colapso de la URSS, se interrumpió la financiación de la expedición boliviana y en febrero de 1993 se le otorgó al observatorio el estatus de Observatorio Nacional Boliviano. Todos los bienes (edificios, estructuras, dispositivos de transmisión y equipos) del observatorio fueron transferidos para uso gratuito a la Academia Nacional de Ciencias de Bolivia, permaneciendo la propiedad de la Federación de Rusia (en el balance del Observatorio Astronómico Principal de la Academia de Ciencias de Rusia).
El 3 de noviembre de 1994 se produjo un eclipse total de Sol, cuyo recorrido pasó por Bolivia. En relación con este evento, se realizó en el Observatorio la reunión de la LIADA (Liga de Astrónomos Aficionados de América Latina, que incluye a todos los países de habla hispana). Durante la existencia del observatorio se realizaron cuatro reuniones nacionales de la Asociación Boliviana de Astronomía.
En la actualidad, el observatorio colabora activamente con la Universidad Autónoma Juan Misael Saracho en Tarija. Desde 2003 las relaciones entre Rusia y el observatorio de Tarija comenzaron a restablecerse. En 2005, la OAN y el Observatorio de Pulkovo expresaron el deseo de restablecer relaciones y desarrollar la cooperación. En los últimos 5 años, ha habido al menos 4 visitas de astrónomos rusos al OAN.

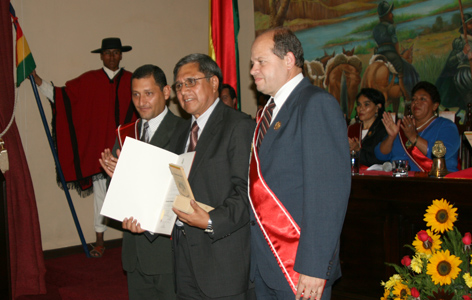
Ceremonia de entrega de condecoraciones del Observatorio al celebrar su 25.º aniversario. En la imagen el director PhD Rodolfo Zalles.

El 14 de abril de 2009, el observatorio astronómico celebró su 25.º aniversario. En esta oportunidad, el gobierno local de la Prefectura del Departamento otorgó al observatorio la medalla de plata de la Orden de Moto Méndez, y el Municipio de Tarija le otorgó el escudo de plata de la ciudad de Tarija, por su aporte a la ciencia, la labor educativa y el apoyo al turismo. Ambas ceremonias se realizaron con la participación del gobernador departamental, el alcalde de Tarija,  así como representantes del Estado nacional, la universidad y otros funcionarios.

## Investigaciones realizadas

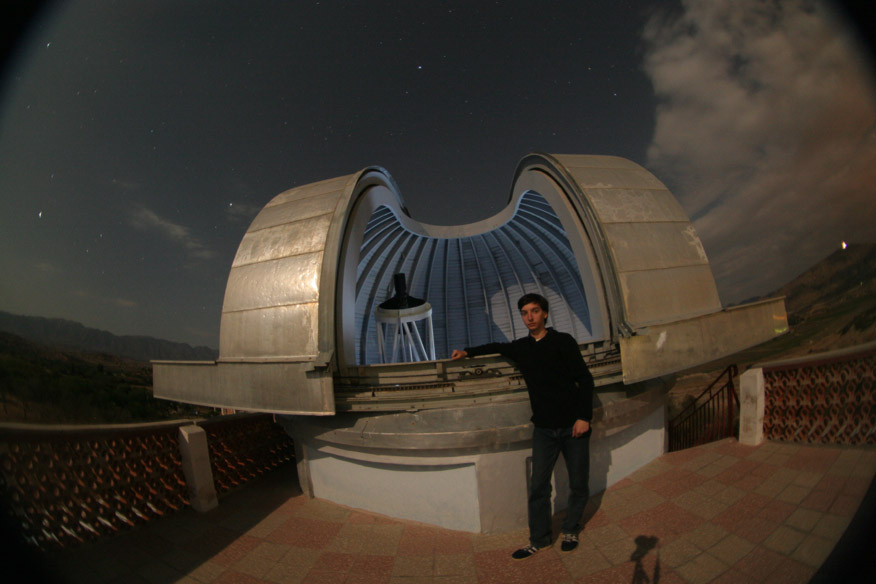
Stanislav Korotkiy durante las observaciones en la NBO en el otoño de 2006

- Observaciones por satélite (1971-1981, Patacamaya)
- Programa internacional "Gran Acorde" (observaciones de polo a polo mediante satélites; 1971-1981, Patacamaya)
- Creación de un catálogo astrométrico de referencia del cielo austral - Fokat (desde 1983, Tarija)
- Programa de Observación del Cometa Halley (1985-1986, Tarija)
- Observaciones de estrellas variables, planetas, polarimetría y fotometría de cometas disponibles para observación.
- Satélites de Marte
- Preservación y transmisión de señales horarias precisas (1993-2000)
- Proyectos educativos (desde 1994 hasta la actualidad)
- Observaciones de GSO, objetos altamente elípticos y "basura espacial" (desde 2005, Tarija)

## Instrumentos y dispositivos NBO

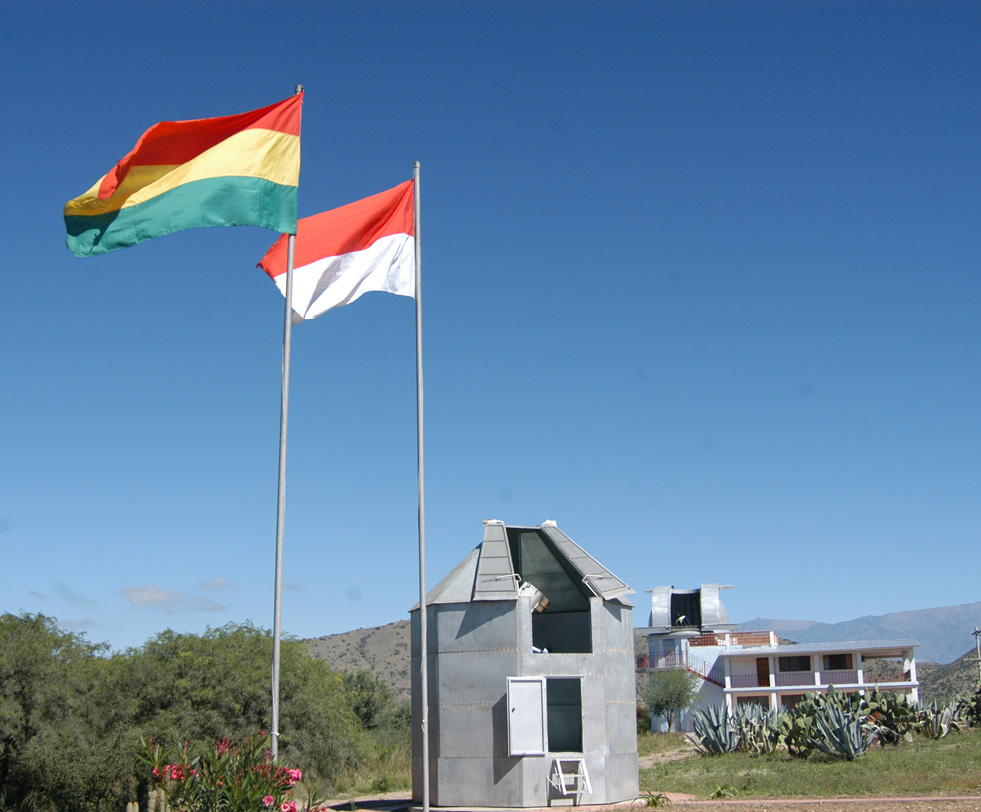
Vista del Zeiss-600 y del astrógrafo de la expedición

- AFU-75 (Cámara fotográfica automática; D=210 mm, F=736 mm) (1971, Patacamaya, Astrosovet)
- telémetro láser LD-3 "Intercosmos" (1976, Patacamaya, Astrosovet)[6]
- AFR-1, astrógrafo expedicionario (D=230 mm, F=2300 mm) (1983, Tarija, GAO RAS)
- Zeiss-600 (D=600 mm, F=7370 mm) (1983, Tarija, Distrito Administrativo Estatal de la República Socialista Soviética de Ucrania)
- AZT-7 (sistema Maksutov, D=200 mm, F=4500mm) (1987, Tarija)
- Cámara CCD FLI IMG1001E (1024 x 1024 píxeles, 24 micras) + filtros UBVRI (2006, Tarija, Carolina del Norte, “Ka-Dar” )
- Planetario GOTO GX (2007, Tarija)
- Además, hay otro Zeiss-600 desinstalado, para el que se está construyendo una torre y se prevé la instalación de un telescopio de alta apertura de 23 cm.
- ORI-25 (D = 25 cm, A = 1/2,8) + cámara CCD FLI ML09000 (3000 x 3000 píxeles a 12 micras) + montura EQ6Pro + receptor GPS (octubre de 2009)

## Personal del observatorio
- Director del Observatorio: Rodolfo Zalles  (desde 1991)[4]
- 4 observadores
- 4 personas de servicio

## Expediciones de científicos soviéticos y rusos al NBO
- 1971, Patacamaya - Vitaly Shchalyagin (Consejo Astro)
- 1983, Tarija - Potter, Kheino Ioganovich (GAO RAS)
- 1985, Tarija - Departamento de Física Planetaria de la Academia Estatal de Ciencias de la Academia de Ciencias de la República Socialista Soviética de Ucrania
- 1986. Tarija - Sergey Palladevich Pulyaev (GAO RAS)
- 1993, Tarija - Popov Alexander Alexandrovich (GAO RAS)
- 2005, Tarija - Guseva Irina (GAO RAS)
- 2006, Tarija - Arkharov Arkady Aleksandrovich (GAO RAS)
- 2006, Tarija - Guseva Irina (GAO RAS) y Stanislav Korotkiy (SC “Ka-Dar”)
- 2009, Tarija - Vladimir Kupriyanov (GAO RAS) y Gennady Borisov (KrAO)

## Situación actual
Actualmente continúa el desarrollo activo de la cooperación con científicos rusos.

## Literatura
- И. Молотов. Навстречу южному небу (рус.) // Ка-Дар инфо. — 2006. — 19 октября (n.º 3). — С. 4.
- Станислав Короткий. Южное небо Боливии (рус.) // Ка-Дар инфо. — 2006. — 10 декабря (n.º 4). — С. 4—7, 14 .
- Программа Грантовой Помощи в сфере культуры: «Проект по усовершенствованию оборудования планетария НАО области Тариха в Боливии» (рус.).

## Enlaces
- Descripción general de la NBO
- Últimas noticias del observatorio
- La Fiesta de las Estrellas de los Cielos Australes en 2003 patrocina el Observatorio Nacional Boliviano en Tarija
- Artículo “Un nuevo observatorio astronómico Bolivia-URSS y sus actividades astrométricas” en la revista “Astrofísica y Ciencias del Espacio” (enlace no disponible)
- El Observatorio Astronómico Soviético-Boliviano de Tarija: Planes y algunos resultados de investigaciones
- Expedición a NBO en otoño de 2006
- Primeras observaciones CCD independientes realizadas en Tarija
- Planes de desarrollo de NBO para 2008 (enlace no disponible)
- Publicaciones de Rodolfo Zalles en ADS
- OBSERVACIONES ASTROMÉTRICAS DE LOS SATÉLITES MARCIANOS DESDE TARIJA, 1988
- Segunda Conferencia de Observadores de Objetos Espaciales de Zvenigorod con la participación de la NBO
- La tercera expedición PulCON a Bolivia
- Abakumov Igor Evgenievich - en 1980 observaciones fotográficas de satélites en Bolivia en la estación astronómica de Patacamaya